# Тель-Гезер
Тель-Ге́зер (ивр. תל גזר‎) — древний ханаанский город-государство и библейский город в древнем Израиле, а также место раскопок между Иерусалимом и Тель-Авивом. Ныне является национальным парком, расположенным по соседству с кибуцем Гезер.

## Расположение
Гезер располагался на северной окраине местности Шефела, примерно в 30 км к западу от Иерусалима и находился на важном торговом пути из Египта в Месопотамию.

## История
Первое письменное свидетельство о существовании Гезера относится ко времени правления фараона Тутмоса III (XV век до н. э.). В то время город подчинялся фараонам и платил им дань. Желая освободиться от слишком тяжёлых налогов, жители неоднократно поднимали бунты, которые вскоре подавлялись фараонами. На рельефах из храма Амона-Ра в Карнаке изображены пленники из Гезера, взятые во время похода в Сирию (1468 до н. э.). Надпись на могиле из храма Тутмоса IV гласит о пленниках из города, название которого реконструировано как Гезер.
Согласно Библии, Гезер был покорён Иисусом Навином, когда тот убил гезерского царя Горама. Город отошёл левитам от надела колена Ефремова, которые, впрочем, не изгнали живших там ханаанеев, а мирно жили вместе с ними. Затем город снова перешёл к египтянам. Египетский фараон Сусаким (Шешонк I) передал его царю Соломону в качестве приданого своей дочери (3Цар. 9:16). Соломон укрепил полученный город, сделав его столь же укреплённым, как Хацор и Мегиддо. Вскоре после смерти Соломона Гезер был разрушен Сусакимом во время его похода против израильского царя Иеровоама в 924 году до н. э.
Во времена Римской империи Гезер был малонаселённым и оставался необитаемым до I века.
В 1177 году близ Гезера произошла битва при Монжизаре, в которой крестоносцы под предводительством Балдуина IV победили войско Салах ад-Дина.

## Правители Гезера
- Milkilu (Амарнский архив, EA 267—271) [7]
- Ba’lu-dānu (Амарнский архив, EA 293—294)[7]
- Japahu (Амарнский архив, EA 297—300)[7]
- Горам, современник Иисуса Навина[8].

## Археология
Первые раскопки начал французский археолог Шарль Клермон-Ганно в 1873—1874 годах. В 1905 и 1907 годах их продолжили Робертом Макалистером от имени Палестинского исследовательского фонда. Календарь из Гезера, найденный Макалистером в 1908 году, представляет собой один из древнейших образцов палеоеврейского письма (X век до н. э.). Однако в целом исследования Макалистера в Палестине признаются неудачными, прежде всего из-за низкого уровня проведения раскопок и небрежно составленных отчётов. Макалистер был единственным профессиональным археологом на этих работах, и поэтому поиск финансирования также был практически неразрешимой задачей.
В 1957 году Игаэль Ядин определил, что Соломоновы стены и ворота в Гезере похожи на укрепления в Хацоре и Мегиддо.
В 2006 году раскопки были возобновлены под руководством Стива Ортиса и Сема Вольфа.

## Галерея
- Общий вид на Тель-Гезер